# ジョージ・ロバート・カーター
ジョージ・ロバート・カーター（George Robert Carter、1866年12月28日 – 1933年2月11日）は、1903年から1907年にかけてアメリカ合衆国自治領ハワイ準州（Territory of Hawaii）の知事を務めた人物。

## 来歴
カーターは1866年、実業家の父ヘンリー・カーターと宣教医ゲリット・ジャッドの娘であるシビルの子としてホノルルに生まれた。ホノルルのマッキンリー高校を卒業後、アンドーバーのフィリップス・アカデミー、イェール大学で教育を受けた。1982年4月19日にイーストマン・コダック社の社長、ヘンリー・ストロングの娘であるヘレンと結婚し、4人の子供をもうけた。
シアトル国立銀行に勤めた後にハワイに戻り、ホノルルのC.Brewer&Co社に勤務、1898年から1902年にかけてHawaiian Trust CompanyやHawaiian Fertilizer Companyといった会社のマネジメントを手がけた。また、ハワイ銀行やAlexander&Baldwin社のディレクターも兼務していた。
1901年、カーターはオアフ島からハワイ準州上院議員に選出されると、ハワイ領土問題に携わる担当責任者として任命された。1903年には連邦地裁判事となるため辞任したサンフォード・ドールの後を継いでハワイ準州知事に任命された。1905年に新しい行政区画として郡を導入し、現在に至っている。1907年に辞任した後も政治家として活動を続け、1933年2月11日に死去し、オアフ島の墓地へ埋葬された。
また、ハワイ歴史協会のメンバーとして散逸したハワイ王国時代の書籍集積や歴史研究に尽力しており、そのコレクションは1922年にミッションハウスミュージアムへと寄贈されている。